# Parti démocratique sénégalais
De Parti démocratique sénégalais (Nederlands: Senegalese Democratische Partij) is een politieke partij in Senegal. De partij werd op 31 juli 1974 opgericht toen president Léopold Senghor (PSS) besloot tot de invoering van een meerpartijenstelsel in zijn land. 
Oprichter van de partij, Abdoulaye Wade was van 2000 tot 2012 president van Senegal. Van 2001 tot 2012 had de PDS als onderdeel van de Coalitie voor Verandering een absolute meerderheid in de Nationale Vergadering. In de periode daarvoor was de PDS telkens de tweede partij van het land. De positie van tweede partij nam de PDS wederom in na de verkiezingen van 2012 en 2017.
De PDS is een liberale partij en maakt deel uit van de Liberale Internationale. 

## Zetelverdeling
| Zetelverdeling Nationale Vergadering | Zetelverdeling Nationale Vergadering | Zetelverdeling Nationale Vergadering | Zetelverdeling Nationale Vergadering |
| jaar                                 | %                                    | zetels                               | totaal                               |
| ------------------------------------ | ------------------------------------ | ------------------------------------ | ------------------------------------ |
| 1978                                 | 17,88                                | 18                                   | 100                                  |
| 1983                                 | 13,97                                | 8                                    | 120                                  |
| 1988                                 | 24,74                                | 17                                   | 120                                  |
| 1993                                 | 30,23                                | 27                                   | 120                                  |
| 1998                                 | 19,1                                 | 23                                   | 140                                  |
| 2001                                 | 49,6                                 | 89                                   | 120                                  |
| 2007                                 | 69,21                                | 131                                  | 150                                  |
| 2012                                 | 15,23                                | 12                                   | 150                                  |
| 2017                                 | 16,68                                | 19                                   | 165                                  |